# クロオオアリ
クロオオアリ（黒大蟻、Camponotus japonicus）は、ハチ目・アリ科・ヤマアリ亜科・オオアリ属に分類されるアリの一種である。同属のムネアカオオアリと並んで日本列島に分布するアリの中では最大となる大型のアリで、南西諸島以外の日本では住宅地などでもよく見られる最普通種の1つである。

## 形態
働きアリの体長は6 - 16mmほど。6 - 12mmの小型働きアリと、12 - 16mmで頭部が発達した大型働きアリが形態的に分化している。全身が光沢のない黒灰色だが、腹部の節は黒光りする。また、腹部には褐色を帯びて光沢のある短い毛が密生する。オオアリ属の特徴として側方から見て前・中胸背縁は緩やかな弧を描き、それに対してヤマアリ属のクロヤマアリでは中胸気門が背面に位置する部分で胸部がくぼみ、側方から見た胸部の背縁が二山となるので、この点から容易に区別できる。近縁種で寒冷地に生息するカラフトクロオオアリとは、前伸腹節後背縁がより丸みを帯びていて後縁の傾斜はより緩やかであり、前・中胸背面に少数の立毛がある点でも区別できる。

## 分布
日本の北海道から九州､対馬､屋久島などに分布する。分布の南限はトカラ列島の諏訪之瀬島とされる。
日本以外にも朝鮮半島、中国まで分布、アメリカ合衆国やインドからも分布が報告されている。

## 生態
開けた場所の乾燥した地面に好んで営巣するので、畑や林道などのほか、住宅地や公園など都市部にも多く生息する。アリの中では大型なのも相まって人目につきやすく、クロヤマアリ、トビイロケアリ、トビイロシワアリなどと並び、南西諸島以外の日本では人家の近辺の屋外で最も身近なアリの1つである。巣はあちこちにジグザグに通路を掘り進み、その通路に1 - 2つずつ縦向きに部屋をつける。成熟した大きな巣では深さ1 - 2m、働きアリの数は1000個体ほどに達する。雑食性で人の与えたパンや菓子類まで食べる。
働きアリは春から秋までよく見られる。働きアリは草木の上や地表で出会ったガの幼虫などの小昆虫を、大顎や蟻酸で殺して巣に持ち帰るほか、巣の周囲の行動圏内に落ちている昆虫の死骸なども巣穴に運びこむ。桜島の溶岩地帯における研究では、他種のアリをかなり頻繁に狩って餌としていることが明らかにされている。大きな獲物は多数の働きアリを動員して回収作業を行う。巣に運び込んだ獲物はそのまま貯蔵食料にするのではなく、食料庫の部屋に運び込んで働きアリが速やかに解体し、肉の部分を甘露と同様に素嚢に収納する。
また、アブラムシの糖分を多く含む排泄物（甘露）や植物の花外蜜腺から得られる蜜はエネルギー源として重要な食物となり、アリと共生する性質を持つ種のコロニーを保護してここから甘露を得て、素嚢に納めて持ち帰る。多くのヤマアリ亜科と同様、素嚢が発達していて液状の食物をこれに入れて持ち帰ることが多く、捕らえた獲物も丸ごとではなく素嚢に体液だけ納めて持ち帰ることも少なくない。
クロオオアリの体表に分泌される成分に含まれている「(Z)-9-トリコセン」が、国外在来種のアリに対して忌避すべき仮想敵と認識させることが研究で発表されている。

## 生活史
5 - 6月の雨が降ったあとのよく晴れた風の弱い日に、日中を過ぎたころから夕方にかけて巣から多数の雄アリと雌アリが飛び出して「結婚飛行」を行い、交尾する。これの起こる日は各地域で1年の特定の期間（1 - 2週間程度）のさらに特定の幾日かに集中しており、クロヤマアリやトビイロケアリのように長期にわたって分散的に行われることはない。また、結婚飛行は数県の範囲でほぼ同調しているともいわれている。交尾を行った後の雌は翅を落として地面に単独で巣穴を掘り、コロニーを創設する。複数の雌個体によって共同でコロニー創設を行うことは知られておらず、人工的に創設を行う試みがあるが、殆どが失敗している。
女王アリによって最初に掘られた巣穴は速やかに閉じられ、中で10個程度の卵が産卵される。最初の働きアリは女王アリの体内の栄養分だけを与えられて約1か月後に誕生し、その大きさはクロヤマアリの働きアリ程度と小さいが、巣の口を開いて外から餌を運びこみ、女王や幼虫の世話をするようになる。コロニーは最初の冬眠に入る前までに、自然状態で10 - 30個体程度にまで成長する。成熟した大型コロニーにまで成長するのに4 - 5年を要し、女王アリの寿命である20年程度は存続する。

## 天敵
同じヤマアリ亜科のトゲアリは、結婚飛行後に翅を落とした女王アリがクロオオアリやムネアカオオアリの巣に侵入し、働きアリにマウントして巣のにおいを付けた後、女王アリを殺し、一時的社会寄生を行うことによってコロニーを立ち上げる。

## 飼育
日本産のアリの中ではトビイロシワアリなどと並び、飼育が比較的容易な種である。簡易な方法では水槽などに清潔な土や砂を適当量入れ、同一コロニーの個体を入れ逃げ出せないような蓋をして巣を作らせ、エネルギー源として砂糖水などを与えればよい。ただし、長期にわたり飼育・観察をすることが目的である場合には、以下のような工夫が必要である。
1. 外部から観察が容易な飼育装置を作成することで、巣の中のアリの状態をきめ細かく把握できるようにする。
2. 飼育装置内の湿度等の管理や清掃が容易な飼育装置を工夫する。
飼育装置の中は乾燥しすぎるとアリが脱水によって死滅する。しかし過湿になると不潔になりやすいし、水没するなどもってのほかである。たとえば、先項の石膏蟻巣は石膏部分に水分を与えることで容易に飼育装置内の湿度を適切なレベルに保つことができ、管理がしやすい。土を掘って巣を作らせたい場合には、鹿児島大学理学部の山根正気名誉教授の研究室で考案された改良ジャネー法の飼育装置のように石膏と土を併用し、石膏層を通じて間接的に土の水分を調節するのも、1つの方法である。清掃に関しては飼育装置の巣の部分と餌場を分離し、餌場を頻繁に清掃するとよい。巣の部分に汚れが蓄積した場合には、コロニー全体の引っ越しも必要となる。
3. 必ず女王アリを確保したコロニーを飼育する。
働きアリの寿命はせいぜい1 - 2年であり、10年を超える女王アリのひいてはコロニー全体の潜在的な寿命と比べ、著しく短い。女王アリを欠くコロニーは、徐々に個々の労働意欲が減少し働かない個体が増加していき、働きアリの寿命が尽きた段階で速やかに消失することとなる。まれに生殖役割を担う働きアリが出現することがあるが、未交尾のため未受精卵であり、羽化するのはすべて雄アリとなり、いずれにしてもコロニーの崩壊は避けられない。女王アリの確保のためにはペットショップやネットオークション等で販売されている女王アリまたは女王含む数匹〜成熟したコロニーを購入するか、あるいは結婚飛行の直後に巣穴を掘る場所を探しつつ地面を徘徊している交尾後の脱翅雌（新女王）を採集して初期コロニーから育て上げるという方法がある。
4. 餌の種類・量を適切に管理する。 
成虫の活動のためには糖分があればよいが、幼虫が成長する、あるいは女王アリが産卵するためにはタンパク質が必要となる。アリの飼育に当たっては、この両者をバランスよく与えることが重要である。糖分に関しては砂糖水や蜂蜜がよく使われてきたが、安価な蜂蜜では添加物などのためか与えても摂食しないという証言が増えてきている。そのため、21世紀になってから日本では趣味でアリを飼育する者が増えてきているが、彼らの間ではメイプルシロップを薄めたものを与えるのが普通になってきている。タンパク源としてはクロオオアリは比較的餌の種類にうるさくなく、削り節であっても巣に運ぶが、カやハエなど新鮮な昆虫の死体、解凍した冷凍赤虫などが適している。またミルワームやヒラタコクヌストモドキ、小型の蛾の幼虫のような生きた獲物を与えれば、連携して狩りをする姿を観察することもできる。両者を兼ねる餌としてクワガタムシ飼育用に開発された、高タンパク型のゼリー状の人工飼料にもクロオオアリの飼育に適したものがある。ただし、毎度同じ餌を与えていると食いつきが悪くなる場合もあるため、上記の餌を数種類ルーティンさせるとよい。

適切な管理ができれば女王アリの寿命である 20年にわたり、飼育・観察が可能である。